# گیکسرز
گیکسرز (به اسپانیایی: Guixes) یک منطقهٔ مسکونی در اسپانیا است که در سولسونس واقع شده‌است. گیکسرز ۶۶٫۴ کیلومتر مربع مساحت دارد ۷۵۰ متر بالاتر از سطح دریا واقع شده‌است.